# Lithobates sevosus
Lithobates sevosus es una especie de anfibio anuro de la familia Ranidae. Está catalogada como una de las 100 especies más amenazadas del mundo por la UICN en 2012.

## Distribución geográfica
Esta especie es endémica del condado de Harrison, Misisipi, en el sureste de los Estados Unidos. Históricamente, también se encontró en Alabama y Louisiana, de donde los últimos datos son de 1967 y 1922, respectivamente.

## Descripción
Lithobates sevosus mide entre 56 y 105 mm, las hembras son más grandes que los machos.

## Taxonomía
Lithobates sevosus fue descrita originalmente como una nueva especie Rana sevosa por Coleman Jett Goin y Morris Graham Netting en 1940. Posteriormente esta especie fue considerada una de las muchas subespecies de Lithobates capito. 

## Amenaza
Esta especie se ve muy afectada por dos enfermedades fúngicas, incluida la quitridiomicosis, y, por lo tanto, está incluida en la lista de la UICN de las 100 especies más amenazadas del mundo en 2012.

## Publicación original
- Goin & Netting, 1940 : A new gopher frog from the Gulf Coast with comments upon the Rana areolata group. Annals of the Carnegie Museum, Pittsburgh, vol. 28, p. 137-169.[5]